# Svart feminism
Svart feminism (engelska: Black feminism) är en feministisk rörelse som växte fram ur svarta slavars förståelse av att vara kvinnor. Rörelsen vidareutvecklades senare i 1960- och 1970-talens medborgarrätts- och kvinnorörelser.
Utgångspunkten för svart feminism är att det, för att förstå svarta kvinnors erfarenheter, krävs att man tar hänsyn till hur sexism, rasism och klass samspelar med varandra.  Den svarta feminismen menar att upplevelsen av att vara  svart kvinna inte kan förstås i termer av att vara enbart svart eller kvinna, utan istället behöver belysas med hjälp av ett intersektionellt perspektiv.  
Den svarta feministiska analysen i USA blev ett viktigt verktyg för att begripliggöra hur vit överlägsenhet samverkar med patriarkala strukturer. Detta i syfte att synliggöra förslavade svarta kvinnors erfarenheter. Svarta aktivister och intellektuella bildade organisationer som National Association of Coloured Women (NACW) och National Council of Negro Women (NCNW). Den svarta feminismen fick stort genomslag i USA på 1960-talet. Det var en reaktion på att medborgarrättsrörelsen uteslutit kvinnor från ledarpositioner, samtidigt som den allmänna feministiska rörelsen framförallt prioriterade frågor som främst berörde en vit medelklass. Under 1970- och 1980-talen bildade svarta feminister egna grupper som behandlade svarta kvinnors roll i svart nationalism, gay liberation-rörelsen och andra vågens feminism. Under 1990-talet kom den svarta feminismen upp på den allmänna agendan när juristen Anita Hill anklagade Clarence Thomas för sexuella trakasserier. Svarta feministiska teorier nådde under 2010-talet en bredare publik tack vare påverkansarbete i sociala medier. 
De som argumenterar för en svart feminism hävdar att svarta och vita kvinnors underordning är fundamentalt olika. Det har bland annat resulterat i begrepp som "vit feminism", som används för att kritisera feminister som inte erkänner det intersektionella perspektivet. Kritiker av svart feminism hävdar att uppdelningar utifrån ras eller kön försvagar de feministiska respektive antirasistiska rörelserna. 
Några av de idéer som utvecklats ur den svarta feministiska rörelsen är Alice Walker>s womanism och historierevisionism med fokus på svarta kvinnor.   Angela Davis, bell hooks, Kimberlé Williams Crenshaw och Patricia Hill Collins är några av de ledande akademikerna inom svart feminism, medan svarta artister som Mary J Blige, Lil Kim och Beyoncé, har drivit en mer allmän samhällsdiskussion om svart feminism.   

## Tidig historia

### 1800-talet

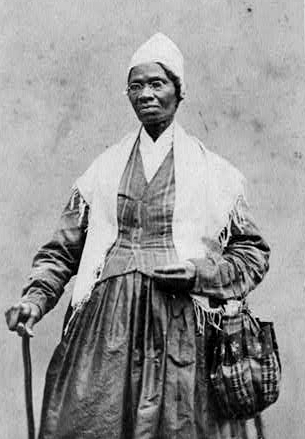
Sojourner Truth

Svart feminism, det vill säga svarta kvinnors begripliggörande av sin position i relation till flera olika maktstrukturer, har funnits sedan slaveriet. Ett exempel på tidig svart feminism är Sojourner Truths berömda tal, "Ain't I a woman" ("Är inte jag en kvinna?"), som hölls vid kvinnokonventionen 1851 i Akron, Ohio. Talet adresserade att konferensens agenda framförallt utgick från vita kvinnors situation.
Några av de tongivande feministerna runt sekelskiftet var den politiska aktivisten Ida B. Wells och författaren Anna Julia Cooper. Ida B. Wells blev framförallt känd för sin grävande journalistik om lynchandet av svarta män. Coopers bok A Voice from the South (1892) sägs vara ett av de första litterära verken som uttrycker ett svart feministiskt perspektiv.

### Efter slaveriet
Under perioden direkt efter slaveriets avskaffande formulerade svarta kvinnliga intellektuella de principer som skulle lägga grunden för den svarta feminismen. Bland deltagarna återfinns bland annat Sojourner Truth, Anna Julia Cooper, Ida B. Wells, Mary Church Terrell och Frances Ellen Watkins Harper. 
Det hade dittills varit svårt för svarta kvinnor att hålla offentliga föreläsningar, kämpa för rösträtt eller engagera sig i hjälparbete. Rösträttsarbetet var ett tidigt tecken på att det fanns schismer mellan den vita och svarta feminismen. Harper menade att vita kvinnor behövde rösträtt för att få utbildning, medan svarta kvinnor behövde den som ett skydd.
Trots att feminismen som rörelse vid den här tiden var på frammarsch, blev svarta kvinnor ofta ignorerade av de vita feministerna. 
Färgade kvinnor hade deltagit i den amerikanska kvinnorörelsen från dess början i Konferensen i Seneca Falls 1848. De hade dock ofta blivit marginaliserade i en kvinnorörelse som dominerades av vita kvinnor, och det amerikanska samhällets starka diskriminering gjorde att färgade kvinnor hade behov av andra reformer än vita kvinnor, och därför kände behov av sin egen rörelse. 
Därför började separata kvinnoorganisationer för färgade kvinnor uppkomma i slutet av 1800-talet. En av dessa, Woman's Era Club (1892) i Boston, föreslog genom sin tidning The Woman's Era att organisera en kvinnokonferens för färgade kvinnor, och i augusti 1895 hölls First National Conference of the Colored Women of America i Boston, med delegater från 42 afro-amerikanska kvinnoorganisationer från 14 delstater. 
På denna konferens bildades National Federation of Afro-American Women (NFAAW) under ledning av Margaret Murray Washington, som året därpå höll First Annual Convention of the National Federation of Afro-American Women i Washington. Under First Annual Convention grundades paraplyorganisationen National Association of Colored Women's Clubs, som därefter höll ytterligare konferenser, National Association for the Advancement of Coloured People (NAACP) och National Association of Lage Earners. 

### 1920-1960
Åren mellan 1920 och 1960 utelämnas ofta i historieskrivningen om såväl den feministiska rörelsen som medborgarrättsrörelsen. Dessa decennier var dock viktiga för utvecklingen av svart feministisk aktivism. Zora Neale Hurston bidrog till exempel till att ändra allmänhetens uppfattning om svarta kvinnor genom sin roman "Their eyes were watching God" (1937).
Under perioden anslöt sig några få radikala svarta kvinnliga aktivister till kommunistpartiet respektive den fackliga rörelsen. Även om inte alla identifierade sig som feminister inkluderades deras teoretiska analys viktiga verk som idag utgör grunden för teorier om intersektionalitet - dvs integreringen av ras, kön och klass. 1940 skrev till exempel Esther V. Cooper (Esther Cooper Jackson som gift) masteruppsatsen "The negro woman home worker in relation to trade unionism."  1949 skrev Claudia Jones "An end to the neglect of the problems of the negro woman." 
Även andra typer av feministisk aktivism och organisering förekom under perioden. Bland annat bistod Esther V. Cooper och Rosa Parks med rättshjälp till Recy Taylor som utsatts för en överfallsvåldtäkt 1944. Andra svarta feministiska aktivister engagerade sig i liknande fall, som gripandet och dödsdomen mot Rosa Lee Ingram som 1949 utsatts för sexuellt våld. Ingrams försvar utgjordes bland annat av den berömda svarta feministen Mary Church Terrell. 

### 1960- och 1970-talen

#### Medborgarrättsrörelsen
Under 1900-talets andra hälft växte den svarta feminismen som politisk och social rörelse. Engagemanget grodde ur svarta kvinnors missnöje med både medborgarrättsrörelsen och den feministiska rörelsen under 1960- och 1970-talen. En av den svarta feminismens grundtexter "An argument for black women's liberation as a revolutionary force" skrevs av Mary Ann Weathers och publicerades i februari 1969 i Cell 16:s radikalfeministiska tidskrift No more fun and games: a journal of female liberation. Weathers uttrycker sin övertygelse om att "kvinnors befrielse bör betraktas som en strategi för en slutlig sammanslutning med hela den revolutionära rörelsen som består av kvinnor, män och barn", men att hon anser att "vi kvinnor måste sätta [kampen] i rullning" eftersom de har underordningen på grund av sitt kön gemensamt. När kvinnor delar sina erfarenheter läggs en grund som möjliggör en större kamp.  
Svarta feminister upplevde att de varken rymdes inom medborgarrättsrörelsen, som i första hand fokuserade på svarta mäns rättigheter, eller feminismen som hade vita kvinnors frågor högst på dagordningen. Mellan 1960 och 1976 arbetade Student Nonviolent Coordinating Committee (SNCC) för att uppnå social rättvisa genom fredliga metoder. SNCC grundades av Ella Baker som innan dess bland annat arbetade som Martin Luther King Jr.s verkställande sekreterare i SCLC. Baker var även medlem i  National Association for the Advancement of Coloured People (NAACP). Syftet med SNCC var en organisation med en jämlik intern struktur som också möjliggjorde för kvinnor att vara en del av och en röst för rörelsen.
Trots att kvinnor ofta var de som initierade protester, organiserade och samlade in pengar till evenemang, skötte kommunikations och strategiskt arbete, utelämnas de ofta när historiker skildrar medborgarrättsrörelsen.
Flera aktioner, till exempel bussbojkotten i Montgomery, lyckades tack vare kvinnornas kommunikationsarbete. I samband med bussbojkotten producerades 35 000 stenciler som delades ut efter att Rosa Parks gripits. När Georgia Gilmore blev avskedad och svartlistad på grund av sitt deltagande i bojkotten organiserade Club From Nowhere en insamling som stöd.

#### Andra vågens feminism
Under 1960-talet växte andra vågens feminism, med Betty Friedan i spetsen, fram. En del svarta kvinnor kände sig främmande inför andra vågens budskap, kvinnors rätt till arbete utanför hemmet samt reproduktiva rättigheter. Att få rätt att arbeta utanför hemmet var ingen nyhet för de svarta kvinnor som i generationer tvingats till det av ekonomiska skäl. Angela Davis skrev att svarta och vita kvinnors behov delvis liknande varandra. Båda grupperna hade till exempel behov av att få göra lagliga aborter. Men, skrev Davis, svarta kvinnor utsattes också för tvångssteriliseringsprogram. En fråga som inte adresserades i det vita feministiska arbetet för reproduktiv rättvisa.
Några av de svarta feminister som var aktiva i den tidiga andra vågens feminism var medborgarrättsjuristen och författaren Florynce Kennedy, som skrev en av de första böckerna om abort Abortion Rap (1971), Cellestine Ware från Stanton-Anthony Brigade och Patricia Robinson. De arbetade för att synliggöra sambanden mellan rasism och mansdominans i samhället. 
Under 1900-talet skilde sig utvecklingen av den svarta feminismen från den allmänna feminismen. Den behöll sina historiska principer samtidigt som de influerades av nya tänkare, som Alice Walker. Walker utvecklade grenen Womanism, som betonar gradskillnaden i det förtryck svarta kvinnor utsätts för i jämförelse med vita kvinnor.

#### Svart lesbisk feminism
Svart lesbisk feminism är en politisk identitet och rörelse som väver in perspektiv, erfarenheter och politik utifrån ras, kön, klass och sexuell läggning. Den skapades som en reaktion på att erfarenheter av rasism inte rymdes inom den mer allmänna lesbiska feminismen. 
1970, i samband med Svarta pantrarnas Revolutionary People's Constitution Convention i Philadelphia, Pennsylvania, konfronterade svarta lesbiska feminister en grupp vita, lesbiska feminister med att deras agenda saknade ras-perspektivet. Det ledde till att fler grupper började inkludera en svart lesbisk politik i sitt arbete. Till exempel grundades National Black Feminist Organization 1973 och Combahee River Collective 1975, vilka båda inkluderade det lesbiska perspektivet. 
1978 bildades National Coalition of Black Lesbians and Gay Men. Flera författare bidrog till den svarta, lesbiska, feministiska rörelsen, däribland Audre Lorde, Anita Cornwell, Barbara Smith, Pat Parker, Juni Jordan, Karen Sims, Rose Mason, Darlene Pagano, Kate Rushin, doris davenport, Cheryl Clarke och Margaret Sloan-Hunter.
Brasilianska politikern och aktivisten Marielle Franco (PSOL) blev, efter att hon dödades år 2018, symbol i Brasilien för svart feminism och svart lesbisk feminism